# Club Deportivo Thomas Bata
El Club Deportivo Thomas Bata es un club deportivo de Chile de la comuna de Peñaflor en la Provincia de Talagante, Región Metropolitana de Santiago. Fue fundado el 18 de septiembre de 1940 por trabajadores de la empresa de calzado Bata y debe su nombre al fundador de la misma, Tomáš Baťa.
Es unos de los clubes más prestigiosos a nivel amateur y profesional del país, habiendo ganado títulos en básquetbol, fútbol, hockey, entre otras. Además, es el único club chileno en ganar un torneo internacional de básquetbol, el Campeonato Sudamericano de Clubes Campeones en 1967.

## Historia
El club tiene sus raíces en la llegada a Chile de la empresa de calzado Bata, la cual, en 1939, abrió su primera tienda en el país con una pequeña fábrica en la comuna de Peñaflor y luego con una pequeña tienda en la calle San Diego. Al año siguiente, sus trabajadores decidieron fundar una institución deportiva que los representase, teniendo su sede en Peñaflor, y decidieron bautizarla en honor al fundador de la industria, Tomáš Baťa. Así, el 18 de septiembre de 1940, se fundó el Club Deportivo Thomas Bata, que fue la primera de las dos instituciones representativas de la empresa en el ámbito deportivo (la otra fue el Club Deportivo Soinca Bata, fundado en 1963 y con sede en Melipilla).

## Básquetbol
En 1967 Thomas Bata se consagró campeón del Campeonato Sudamericano de Clubes Campeones,  tras superar en la final del torneo a Welcome de Uruguay en el Estadio Sokol de Antofagasta. En el plantel campeón, dirigido por Juan Arredondo, destacron las figuras de Juan Lishnowski, Josè Pleticovic, Luis Lamig Barra, Francisco Valenzuela, Francisco  Guerrero, Juan Encina, Luis Garcìa, Enrique Espinoza, Iván Torres y Luis Barrera.
El 9 de marzo de 1979 Thomas Bata junto a Español de Talca, Esperanza de Valparaíso, FAMAE de Santiago, Naval de Talcahuano, Sportiva Italiana, Unión Española de Santiago y Universidad de Concepción fue uno de los ocho clubes fundadores de la División Mayor del Básquetbol de Chile, de la que se consagró campeón ese mismo año con 27 puntos. En el plantel dirigido por Luis Pérez destacaron las figuras de Daniel Araya, Enrique Camponovo, Alejandro Coloma, Víctor Hechentleitner y Milenko Skoknic, varios de ellos seleccionados nacionales.
En la Dimayor participó por 6 temporadas, hasta que decidió retirarse en 1984.

## Fútbol
El equipo de fútbol Thomas Bata se inició como proceso multicultural y aporte a la comuna de Peñaflor.

## Palmarés

### Básquetbol

#### Torneos locales
- Asociación de Básquetbol de Santiago: 1974, 1977, 1978, 1983

#### Torneos nacionales
- División Mayor del Básquetbol de Chile (1): 1979
- Torneos de Clubes Campeones de Chile: 1967, 1974

#### Torneos internacionales
- Campeonato Sudamericano de Clubes Campeones (1): 1967

#### Torneos nacionales femeninos
- Liga Nacional Femenina: 1998
- Campeonato Nacional Femenino de Clubes Campeones: 2001

#### Torneos locales femeninos
- Asociación de Básquetbol de Santiago: 1988, 1989, 1992, 1993, 1994, 1998, 1999, 2008.
- Torneo de Apertura Asociación de Básquetbol de Santiago: 1989, 1990, 1992, 1993
- Copa Amelia Reyes: 1988, 1992, 1993, 1994
- Torneo «Festival de las Estrellas»: 1988, 1992

### Fútbol

#### Torneos regionales
- Campeonato Regional de la Zona Central (12): 1956, 1957, 1958, 1959, 1962, 1963, 1965, 1966, 1967, 1970, 1977, 1978.

#### Torneos nacionales
- Segunda División de Chile (1): 1953.
- Cuarta División de Chile (1): 1988.

### Hockey sobre patines
- Liga Nacional de Hockey (Varones) (2): Clausura 2006, Apertura 2007, Clausura 2017
- Campeonato de Santiago (1): 1964[1]

 INTERNACIONALES
- Campeonato Mundialito Bancaria (San Juan, Argentina), Campeón Categoría Mini Femenino 2017
- Campeonato Mundialito Bancaria (San Juan, Argentina), Subcampeón Categoría Mini Femenino 2013,2015, Subcampeón Categoría Mini Masculino2015
- Campeonato Antonio Tobal (San Juan, Argentina), Campeón Categoría Mini Femenino 2015
- Campeonato Antonio Tobal ( San Juan, Argentina) , Campeón Categoría Promo Masculino (2019)